# Montréal-Est
Montréal-Est è un comune del Canada, situato nella provincia del Québec, nella regione di Montréal.